# Joost Vink
Joost Vink (Noordwijkerhout, 3 april 1982) is een Nederlands marathonschaatser en inline-skater uit Noordwijkerhout.
In het dagelijks leven is hij leerkracht in het basisonderwijs.
Sinds 2003 is hij in de A-divisie/Topdivisie achtereenvolgens uitgekomen voor de ploegen van Heembouw (2003-2004), Regio Bank/MM Guide (2004-2005), PGM Bakker Vastgoed (2005-2007), Beelen Sloopwerken (2007-2008), Goesting.nl (2008-2009), Groen Talent (2009-2011) en Payroll Group (2011–2013).

## Resultaten schaatsen
2006
- 3e plaats Essent Nederlandse kampioenschappen marathonschaatsen op kunstijs op 9 januari 2006 in Den Haag achter Arjan Smit en Jan Maarten Heideman.

2007
- 2e plaats Eindklassement Sprintklassement (Groene trui) Heren Topcompetitie Essent Cup op 3 maart 2007

2008
- 2e plaats Gewestelijk Kampioenschap Noord-Holland/Utrecht op 13 januari 2008 te Haarlem.

2011
- 1e plaats Gewestelijk Kampioenschap Noord-Holland/Utrecht op 30 november 2011 te Amsterdam.

2012
- 1e plaats koppelkoers Nico Waterman Trofee 2012 samen met Jasper van Tol op 18 november 2012.
- 3e plaats tijdens de zevende KPN Marathon Cup in Ireen Wüst IJsbaan in Tilburg op 24 november 2012. Dit was bijzonder, omdat hij terugkwam na de ziekte van Pfeiffer en de streptokokkenbacterie.

2013
- 6e plaats KPN NK-Mass Start 2013 in Heerenveen op 2 januari 2013.
- 2e plaats koppelkoers Nico Waterman Trofee 2013 samen met Thijs van der Steen op 01 december 2013.

## Resultaten inline-skaten
2013
- 1e plaats Gewestelijk Kampioenschap Zuid-Holland op 26 mei 2013 te Rotterdam.